# Georges de Rougemont
Georges de Rougemont (* 12. Oktober 1758 in Saint-Aubin; † 22. Dezember 1824 in Neuenburg) war ein Schweizer Jurist und Politiker.

## Leben

### Familie
Georges de Rougemont gehörte zur Familie de Rougemont und war der Sohn von François Antoine de Rougemont (* 1. August 1713 in Neuenburg; † 9. Juni 1788 in Saint-Aubin), Inhaber eines Land- sowie Weinguts und Staatsrat (1758) und von dessen Ehefrau Henriette (geb. de Montmollin) (* 22. Februar 1719 in Neuenburg; † 23. September 1788 in Saint-Aubin); er hatte dreizehn Geschwister.
Sein Grossvater war der Staatsrat und Gouverneur des preussischen Fürstentums Neuenburg François Antoine de Rougemont (* 3. November 1675 in Saint-Aubin; † 9. März 1761 ebenda), und seine Cousins waren der Finanzagent des preussischen Königs und Bankier Denis de Rougemont (1759–1839) und der Politiker Louis de Rougemont (1743–1794).
Er war ab 1797 mit Charlotte-Louise-Albertine (1769–1851), Tochter des Staatsrats Ferdinand Ostervald (1724–1781), verheiratet. Gemeinsam hatten sie zwei Töchter und drei Söhne, zu diesen gehörte auch der spätere Politiker Frédéric de Rougemont. Sein Enkel war Frédéric de Rougemont.

### Werdegang
Georges de Rougemont studierte an der Universität Göttingen Rechtswissenschaft; dort lernte er unter anderem den späteren Juristen Ernst Brandes kennen, der in Göttingen von 1775 bis 1778 studierte. Nach dem Studium hielt er sich vier Monate in Berlin auf.
Von 1781 bis 1790 war er als Maire in Travers tätig. Ab 1787 vertrat er seinen Vater als Generalkommissar. Er folgte ihm nach dessen Tod als Verantwortlicher für das Steuerarchiv im Amt und nahm 1786 auch dessen Platz im Staatsrat ein, dem er ab 1809 vorstand. In der Zeit von 1788 bis 1799 war er Gemeindevorsteher in Saint-Aubin und wurde 1800 zum Generalstaatsanwalt ernannt. Er war zudem Leutnant der Compagnie de Saint-Aubin.

### Berufliches Wirken
Während seiner Tätigkeit als Maire in Travers reorganisierte Georges de Rougemont die Verwaltung seines Gerichtsbezirks und bekämpfte die Bestechlichkeit des Gerichtspersonals. Um das isoliert gelegene Val de Travers besser zu erschliessen, setzte er sich für den Bau der Strasse durch die Enge von La Clusette bei Noiraigue ein. In Bezug auf den Strassenbau kam ihm die Rolle eines Vordenkers zu. Im Wissen um die wirtschaftliche Bedeutung guter Verbindungen liess er das Strassennetz erweitern, vor allem in Richtung der Montagnes neuchâteloises.
Als Generalstaatsanwalt erwies er sich in fiskalischen und rechtlichen Angelegenheiten als loyaler Beamter des preussischen Königs Friedrich Wilhelm III., der auch Regent des Fürstentums Neuenburg war.
Er unterstützte die Abschaffung veralteter Rechte (Brach-, Waldweide) mit dem Ziel, die landwirtschaftliche Produktivität zu steigern.
Als Sozialpolitiker versuchte er, die neuen pädagogischen Lehren seines Freundes Johann Heinrich Pestalozzi, den er auch finanziell mehrfach unterstützte, bekannt zu machen, und korrespondierte mit einer Pariser Gesellschaft zur Verbesserung des Volksschulwesens. Nachdem er während einer Englandreise dortige Gefängnisse besichtigt hatte, regte er in der Schweiz die Errichtung humanerer Arbeitsanstalten und Zuchthäuser an, allerdings zeigten seine fortschrittlichen Ideen kaum Wirkung.
Durch Johann Heinrich Pestalozzi war er auch mit Therese Huber befreundet.
Unter der Regierung von Louis-Alexandre Berthier, den 1806 Napoleon Bonaparte zum Fürsten von Neuenburg ernannte, war Georges de Rougemont einer der umtriebigsten und einflussreichsten Neuenburger. Dank seiner Beziehung zu Gouverneur François Victor Jean de Lesperut (1772–1848) konnte er sich in wichtigen Angelegenheiten für das Fürstentum Gehör verschaffen.
1811 war er Mitbegründer einer Brandversicherung.
Nach dem Sieg der alliierten Mächte über Frankreich setzten intensive diplomatische Aktivitäten ein, die Georges de Rougemont massgeblich vorantrieb. Bereits ab 1813 wünschte er den Sturz Napoleons und die Angliederung Neuenburgs an die Schweiz und eine territoriale Vergrösserung des Fürstentums. Hierzu knüpfte er engere Beziehungen zu Bern und nahm Kontakt zum preussischen Minister Karl August von Hardenberg auf. Im Januar 1814 reiste er nach Basel, um den Alliierten, die auf dem Durchmarsch waren, zu schildern, was Neuenburg während der Besetzung erlitten hatte. Weiter versuchte er in Erfahrung zu bringen, was sie von einer Aufnahme Neuenburgs in die Eidgenossenschaft hielten; im September 1814 erfolgte die Aufnahme Neuenburgs als 21. Kanton. Im August 1814 reiste er zur Tagsatzung nach Zürich und unterzeichnete den Bundesvertrag und Neuenburgs Bundesbeitrittserklärung (siehe auch Geschichte des Kantons Neuenburg). Er stellte sich auf die Seite der Restauration und hob die Verdienste der Regierung Berthiers hervor.
1815 vertrat er als Staatsratspräsident erstmals den Kanton Neuenburg auf einer Tagsatzung.
Während Kronprinz Friedrich Wilhelm IV. 1819 in das Fürstentum Neuenburg reiste, besuchte dieser auch auf Wunsch de Rougemonts das Lehrinstitut von Johann Heinrich Pestalozzi und hatte mit diesem eine längere Unterredung; dies hatte zur Folge, dass er durch die preussische Regierung unterstützt wurde.
1823 trat er krank, ermüdet und im Streit mit dem neuen Gouverneur, Jean-Pierre de Chambrier d’Oleyres (1753–1822), von seinen Funktionen als Generalstaatsanwalt zurück; am 4. November 1824 unterschrieb er aber noch das Protokoll über die Festlegung der Grenze zwischen Frankreich und dem Kanton Neuenburg.

## Mitgliedschaften
- ab 1770: Société du Jardin.
- Société d’Emulation Patriotique[22]

## Schriften (Auswahl)
- Mémoire informatif au sujet du procès qui s’est élevé entre M. Abram-Henri Meuron, membre du Grand-Conseil de la Ville de Neuchatel, garanti par l’honorable communauté de Saint-Aubin, appellant; et M. George Rougemont, conseiller d’Etat & commissaire-général, intimé. 1796.
- Quelques observations sur le mémoire informatif de l’honorable Communauté de Saint-Aubin, au sujet du procès qu’elle soutient comme garante de M. Abram-Henri Meuron, membre du Grand-Conseil de la Ville de Neuchatel, contre M. George Rougemont, conseiller d’Etat & commissaire-général. Neuchâtel 1796.
- Le Conseil considérant les inconvéniens qui peuvent résulter de ce que les Anabaptistes ne font pas inscrire sur les registres de Paroisse de leur domicile, leurs mariages et la naissance de leurs enfants, arrête: Château de Neuchâtel, le 20 novembre 1809. Neuchâtel 1809.
- Le Conseil d’Etat, frappé du déchet de l’horlogerie dans le pays en général, et surtout dans les Montagnes, s’est occupé des moyens de conserver à cette branche intéressante de l’industrie nationale, l’activité. Neuchâtel 1811.
- mit Frédéric de Chambrier, Frédéric-Auguste de Montmollin: Compte général des sommes employées à la construction des routes tendant de Neuchâtel au Locle et à La Chaux-de-Fonds: 1813. Imprimerie C.-H. Wolfrath, Neuchâtel 1813.
- Exposé de M.r le Procureur-général aux Audiances-générales: juin 1819. 1819.
- La Chambre des Comptes, ensuite de l’avis du Louable Gouvernement de Berne et des ordres du Conseil-d’Etat, fait savoir aux sujets et ressortissans de cet Etat... Neuchâtel 1822.